# Macranhinga
Macranhinga — викопний рід сулоподібних птахів сучасної родини змієшийкових (Anhingidae).

## Скам'янілості
Типовий вид М. paranensis описаний на основі повної цівки і декількох дисоційованих скелетних елементів. Усі рештки походять з формації Ітусаїнго (Ituzaingó Formation) на березі річки Парана на північному сході Аргентини. Вид вирізняється великими розмірами порівняно з сучасними та викопними змієшийковими.
Другий вид, M. ranzii, описаний з утворення Солімес в штаті Акрі на заході Бразилії. Пізніше цей вид був також знайдений у формації Ітусаїнго.
Третій вид — M. kiyuensis, спершу описали як типовий вид роду Giganhinga. Окреслений у 2002 році з решток тазового поясу, що знайдений на півдні Уругваю. У 2007 році на півночі Аргентини знайдено дистальний кінець стегнової кістки. У 2015 році, на основі кладистичного аналізу, вид віднесли до роду Macranhinga.